# Companhia Russo-Americana
A Companhia Russo-Americana (em inglês:  Russian-American Company, em russo:  Русско-американская компания) foi uma companhia comercial semiestatal fundada por Grigory Shelikhov e Nikolai Rezanov, e financiada pelo czar Paulo I em 1799.  
A licença, de 20 anos renováveis, permitia o monopólio do comércio à CRA em todas as possessões russas na América do Norte, (a chamada América Russa) incluindo as Ilhas Aleutas e os territórios até à latitude de 55º N. Uma segunda licença, de 1821, estendeu a concessão mais para sul até ao paralelo 51º N. Segundo o estabelecido, um terço dos lucros revertia a favor do czar e Império Russo.
Com Alexander Baranov, que governou a região de 1790 a 1818, uma base permanente foi criada em 1804 em Novo-Arkhangelsk (atual Sitka no Alaska) e um comércio próspero de peles foi organizado. 
A CRA construiu fortes no que é hoje o Alasca e a Califórnia. Fort Ross, na costa desta última, a norte de San Francisco, foi o posto mais meridional da América Russa (hoje reconstruído, está transformado em museu histórico).

## Governadores  da Companhia Russo-Americana
| #  | Nome                                           | Mandatos                                       |
| -- | ---------------------------------------------- | ---------------------------------------------- |
| 1  | Alexandre Andreyevich Baranov (1747–1819)      | 1799 – 11 de Janeiro de 1818                   |
| 2  | Leonty Andrianovich Gagemeister (1780–1833)    | 11 de Janeiro de 1818 – 24 de Outubro de 1818  |
| 3  | Semyon Ivanovich Yanovsky                      | 24 de Outubro de 1818 – 15 de Setembro de 1820 |
| 4  | Matvey Ivanovich Muravyev (1784–1826)          | 15 de Setembro de 1820 – 14 de Outubro de 1825 |
| 5  | Pyotr Igorovich Chistyakov (1790–1862)         | 14 de Outubro de 1825 – 1 de Junho de 1830     |
| 6  | Barão Ferdinand Petrovich Wrangel (1797–1870)  | 1 de Junho de 1830 - 29 de Outubro de 1835     |
| 7  | Ivan Antonovich Kupreianov (1800–1857)         | 29 de Outubro de 1835 – 25 de Maio de 1840     |
| 8  | Adolf Karlovich Etolin (1798–1876)             | 25 de Maio 1840 – 9 de Julho de 1845           |
| 9  | Mikhail Dmitriyevich Tebenkov (1802–1872)      | 9 de Julho de 1845 – 14 de Outubro de 1850     |
| 10 | Nikolay Yakovlevich Rozenberg (d. 1857)        | 14 de Outubro 1850 – 31 de Março de 1853       |
| 11 | Aleksandr Ilich Rudakov                        | 31 de Março de 1853 – 22 de Abril de 1854      |
| 12 | Stepan Vasiliyevich Voyevodsky (f. 1884)       | 22 de Abril de 1854 – 22 de Junho de 1859      |
| 13 | Ivan Vasiliyevich Furugelm (1821–1909)         | 22 de Junho de 1859 – 2 de Dezembro de 1863    |
| 14 | Príncipe Dmitri Petrovich Maksutov (1832–1889) | 2 de Dezembro de 1863 – 18 de Outubro de 1867  |